# HD9484
HD9484 — хімічно пекулярна зоря спектрального класу A0, що має видиму зоряну величину в смузі V приблизно  6,6.
Вона  розташована на відстані близько 404,7 світлових років від Сонця.

## Фізичні характеристики
Зоря HD9484 обертається 
порівняно повільно 
навколо своєї осі. Проєкція її екваторіальної швидкості на промінь зору становить  Vsin(i)= 23км/сек.

## Пекулярний хімічний вміст
Зоряна атмосфера HD9484 має підвищений вміст 
Si
.